# Александрия (древнерусский роман)
«Александри́я» (иначе «Александрида», «Александреида» или «Александроида») — собирательное название переводов псевдоисторического романа о жизни и подвигах Александра Великого. В основе сюжета романа лежит описание похода Александра Македонского в Азию, дополненное легендами и преданиями.

## Структура произведения

### Сюжет
Во всех редакциях романа сюжет различается, но всё же некоторые элементы остаются неизменны. Так, традиционно роман делится на три книги. Татьяна Вилкул в исследовательской работе об Александрии выделяет следующие события, встречающиеся во всех редакциях романа:
- 1 книга — рождение и детство Александра, битва с Дарием, разрушение Фив;
- 2 книга — болезнь Александра, переписка с Дарием, вторая битва с Дарием, взятие Вавилона, смерть Дария, месть Александра, женитьба на Роксане;
- 3 книга — битва с Пором, спасения сына Кандаки, путешествия по восточным странам, возвращение в Вавилон, смерть Александра и его погребение.

### Структура текста
Немецкий исследователь Карл Мюллер первым определил три редакции псевдокалисфеновского романа, взяв за основание список 2-й редакции. Мюллер выделяет редакцию А — александрийско-египетский роман, редакцию В — это более поздняя греческая интерпретация, более приближенная к реальной истории и самая популярная версия, и редакцию С — смесь редакции В и ещё одной, не дошедшей до нас, иудейско-христианской. Карлу Мюллеру удалось указать различия первой и третьей редакций, но не удалось дать сведений о других списках романа, а следовательно и воссоздать первоначальный вид романа, что значительно утяжеляет работу переводчиков и литературоведов в исследовании романа. Также он разделил «Александрию» на книги и главы и привёл роман в тот структурный вид, каким пользуются до сих пор.

## История создания

### Авторство
Первоначальная версия произведение была создана приблизительно во II—III вв. н. э. Средневековая традиция ошибочно считает, что автором «Александрии» был Каллисфен, историк, сопровождавший Александра Македонского в походе на Азию в 336—330 г. до н. э. На самом деле, Каллисфен умер задолго до смерти царя и, соответственно, не мог описывать в романе события последних лет жизни Александра. Настоящий автор романа неизвестен. Приписывание авторства Каллисфену вполне понятно. Писатель действительно был другом Александра и сопровождал его в походе. Этот факт мы знаем наверняка, так как до нас даже дошли отрывки хвалебных описаний полководца. Он был известным писателем и очевидцем событий, о которых главным образом написано в романе, следовательно, его имя в заглавии произведения может придать больше значимости и публичности роману.

### Переводы
В славянской культуре «Александрия» появилась в двух переводах: византийской и латинской (или западноевропейской) редакциях. Однако существует мнение, что в России были и сербские, и болгарские источники.
С греческого роман перевели на латинский несколько раз, и каждый перевод неоднократно дорабатывался. Известны следующие латинские переводы:
- Перевод Юлия Валерия

Перевод был сделан до 340 г., в 1835 году его издали по Миланской рукописи. Кем был Юлий Валерий — неизвестно, но принято считать его родиной Африку. Перевод был сделан по первоначальной редакции Псевдо-Каллисфена, но его отличает вольность передачи. Точная дата создания этого перевода неизвестна, однако исследователи пришли к заключению, что перевод был выполнен не позже 340 г., так как этот текст появляется в Itinerarium Alexandri, датируемой 340—345 гг. Известны три рукописи, сохранившие этот перевод. Первая, Туринская, является палимпсестом: нижний текст — отрывки Феодосиева кодекса, верхний — перевод Валерия. Вторая рукопись, Миланская — датируется X веком (по Мейеру). Третья — Парижская, была написана в пределах XII—XIII веков. в этих рукописях автором оригинального текста называют Эзопа. В. Истрин отмечает, что Эзоп — аноним Псевдо-Каллисфена. Впоследствии этот перевод перерабатывался и был издан Цахером.
- Historia de preliis (обработка)

В. Истрин указывает на две редакции, до нас дошедшие: одна издана на основе Бамбергской и Мюнхенской рукописей, другая — по Грацкой рукописи (эта редакция считается полной, в отличие от предыдущей). Отличаются эти варианты наличием пролога в более древней редакции. В основном принято называть этот перевод переделкой, потому что получившийся текст не передаёт в полной мере оригинала, а также изменён под вкусы читателей Западной Европы: переделан, сокращён или переписан. Так, например, ни в одном переводе Александр не был сыном Нектанеба, поскольку это могло оскорбить «рыцарский вкус читателей».
Два чешских источника, один в прозе, другой — в стихах, создавались с XIII по XVI век. Стихотворные варианты «Александрины» — это Будеевицкий список XIII в, Сватовитский список, в основе которого лежит поэма Готье де Шатильона на французском (или её изменённая версия на немецком). Источником прозаического текста чешской «Александрии» является латинская переделка Псевдо-Каллисфена. Все польские тексты — это переводы чешских.
В XV веке в России появляется «Александрина Сербская» — перевод с греческого. В славянских списках встречается под названиями «Книга, глаголемая Александрия», «Сказание и житие известно великого царя Александра». В своей работе Веселовский отмечает, что оригинал Александрины Сербской был на греческом языке, а уже потом его перевели на славянский — подтверждением тому служит наличие грецизмов. Однако А. И. Соболевский утверждал, что славянский текст — это перевод с латинского или другого романского языка, а греческий текст — уже перевод со славянского. По его мнению, грецизмы могли быть вставлены балканскими славянами, которые владели греческим и в речи на славянском языке использовали грецизмы. Однако до сих пор не были обнаружены тексты на латинском (или романском), которые были бы близки тексту Александрии Сербской. Текст Александрии Хронографической был перевод не позднее XIV века.
Сейчас принято считать, что оригиналом славянского текста был греческий (который Капальдо называет рецензией), но он не сохранился, а дошедшие до наших времён греческие списки — перевод славянской Александрии. Подтверждением этому служат несколько мест в греческих текстах, которые считаются ошибочным прочтением славянского текста переводчиком.

### Издания
Александрию хронографическую отличают от «Александрии» белорусских списков, то есть переведённой польской версии романа, которая восходит к латинскому варианту (белорусские списки изданы в кн.: Александрыя. Мiнск, 1962).
В древнерусской литературе Александрия встречается в пяти редакциях. Первая из них сохранилась в списках первой редакции Летописца Еллинского и Римского, а также в хронографах Архивском и Виленском, именуемая «Книгы Александр». Более того, первое издание было частью хронографического свода XIII в.
Если говорить о списках второго издания, то заглавие рукописи включает в себя «Житие и жизнь и деяния и вся бранна Александра, царя макидонского». Здесь, помимо рассказа о визите Александра к рахманам, вводятся многочисленные дополнения. Источниками были Хроника Георгия Амартола, «Откровение Мефодия Патарского», книги пророка Даниила, «Сказание Епифания Кипрского о двенадцати камнях на ризе первосвященника», Сказание об Индийском царстве, Физиолог, Апокриф о Макарии Римском. Были введены: рассказы о женитьбе царя Вуза на Олимпиаде (матери Александра), описания посещённых Александром неведомых земель, взятие Эфеса, описание Вавилона, рассказы о полёте Александра в поднебесье и о погружении его в морскую пучину.
Третье издание по классификации В. М. Истрина — это Александрийский текст в составе Хронографа Западнорусской редакции, четвёртое — в составе редакции 1512 г.
Следуя классификации исследователя, пятой редакцией Александрии считается вариант из Хронографа редакции 1617 г., который был дополнен по Хронике Мартина Бельского и по переводному трактату «Тайная Тайных».
К полякам и чехам Александрия перешла из латинских или западноевропейских изданий. У чехов «Александрида» представлена как написанная стихами, так и прозой.
Если говорить о поэтической Александрии, то самым обширным списком является Сватовицкий (самый поздний), а самым древним, но неполным, называется Будеевицкий список XIII века. Отрывки из этих рукописей были первоначально использованы Шафариком, а затем Гаттала и Патера напечатали их в полном объёме. Источником этой редакции принято считать французскую поэму или её немецкую переделку Готье де Шатильона.
Источником прозаической редакции является латинская переработка Псевдо-Каллисфена в середине X в. Она была составлена неаполитанским архипресвитером Львом и опубликована Густавом Ландграфом.
«Александриды» польские — перевод чешских. Экземпляр древнейшей из них под названием «Historia о żywocie i znamienitych sprawach Alexandra Wielkiego, króla Makedonskiego, która w sobie wiele cudnych prykładow zamyka, każdemu rycerskiego stanu człowieku k uczytaniu użyteczna teraz nowo prełożona» (1530 г.) хранится в библиотеке Варшавского университета.

## Александрия Сербская
Александрия Сербская является одной из версий романа Псевдо-Каллисфена об Александре Македонском. До России этот текст дошёл в XV в. Несмотря на то, что данное произведение не носит статус исторического сочинения, оно являлось источником познаний о главном герое, объясняется это тем, что речь идёт о существующем и важном в историческом контексте лице.
Принято считать что оригинал текста был написан на греческом языке, а затем переведён на славянский. Однако существовали авторы, которые предполагали, что он, как и множество других текстов был переведён со славянского. Первым это предположение выдвинул А. И. Соболевский, который считал, что греческий текст являлся переводом со славянского, а тот в свою очередь с одного из романских языков. Однако это до сих пор остаётся лишь предположением, поскольку не были найдены романские тексты, похожие на А. С. Поэтому на данный момент этот вопрос по-прежнему не исчерпан, так как нет достаточного количества доказательств, свидетельствующих о том, что греческий текст произошёл от славянского или наоборот.
А. С. появилась в России одновременно со многими другими переводами в конце XV века. В конце того же века возник Ефросиновский текст, однако в сборнике писца текст был уже отличным от основного. Объяснить это можно тем, что Ефросин старался сделать текст более понятным для восприятия, местами используя собственную трактовку непонятных ему частей рукописи. Но очевидным остаётся тот факт, что сам список Ефросина не является оригиналом, так как в нём пропущены некоторые моменты, которые есть в других списках.
К XVII веку появилось множество различных переводов и редакций данного текста, которые значительно отличаются друг от друга. Текстов близких к основному значительно меньше, чем работ, содержащих Ефросиновский текст. Также множество из них являются смешанными и включают в себя разные переводы. В это же время появляется Александрия Хронографическая, которая основана на всех текстах и является самой содержательной.
Большинство дошедших до нас текстов датированы XVII веком, работ XVIII века гораздо меньше. В западной России тексты были сильно изменены, о чём свидетельствуют исследования, в которых были изучены украинские и белорусские списки.

## Александрия Хронографическая
Александрия Хронографическая (восходит к рецензии β Псевдо-Каллисфена) — это несколько переводов средневекового романа об Александре Македонском на древнерусский язык. Была переведена с греческого не позднее середины XIII в. Названа «хронографической», так как не встречается в отдельных списках, а исключительно в составе хронографических сводов: Летописца Еллинского и Римского, Архивского и Виленского. Хронограф — повествовательное систематизированное изложение исторических сведений. Первый перевод сохранился в нескольких редакциях. В Троицком хронографе встречается немного изменённый текст. В. М. Истрин — первый издатель Александрии Хронографической. Он реконструировал текст, так как ни одна из редакций не отражала протограф славянского перевода. Были привлечены: Иудейский, Троицкий, Еллинский и Римский хронографы. Александрия Троицкого хронографа значительно отличается от протографа. Текст довольно сильно изменён, в него внесены добавки и некоторые существенные изменения. Сам издатель называл её «контаминированной», то есть смешанной. Также В. М. Истрин назвал первую редакцию наиболее соответствующей оригинальному греческому тексту. Филолог-медиевист О. В. Творогов, один из издателей книги «Александрия: Роман об Александре Македонском» по русской рукописи XV века, предложил назвать её «особой» или же «промежуточной». Творогов ввёл в научный оборот третий список Троицкого хронографа, два были известны до этого. Версия Александрии Хронографической была переработана. Два варианта, 1512 и 1617 годов, получили широкое распространение в рукописях русских хронографов редакция Александрии Сербской, которая была дополнена с помощью Александрии Хронографической. Занимает почётное место среди хронографов. Троицкий хронограф остался в трёх списках. Два из них были знакомы уже В. М. Истрину, третий был введён в научное обращение О. В. Твороговым. Заглавие хронографу дал старший Троицкий список, который располагается в составе сборника РГБ и датируется началом XV в. Второй список — РГБ, последней четверти XV в. Творогов считает его копией Троицкого. Третий список относится к XV—XVI векам. Троицкий хронограф, по реконструкции О. В. Творогова, считается хронографической компиляцией, состоящей из трёх частей: первая повествует «о событиях от времени покорения Иерусалима Навуходоносором до времени Александра Македонского», вторая представляет собой Александрию «Особенной редакции», третья — «хронографическую компиляцию, в которой говорится о ситуации государств Близкого Востока, Рима и Византии» от смерти Александра вплоть до времени Романа Лекапина.